# الديار (صحيفة لبنانية)
الديار (بالإنجليزية: Ad-Diyar)‏ هي صحيفة يومية لبنانية نُشرت للمرة الأولى عام 1941 يرأس تحريرها شارل أيوب. عمل مع صحيفة الديار الكثير من الكُتاب والفنانين العرب مثل بيار صادق

## تاريخ
نُشرت صحيفة الديار لأول مرة في عام 1941 لتكون صحيفة يومية سياسية عربية ولازالت إلى اليوم مُنتشرة بشكل واسع.
اكتسبت الصحيفة شعبية كبيرة في عام 1987 عندما وجهت انتقادات علنية لقادة الميليشيات. لتُغلق من بعد ذلك عام 1990 بسبب تعارضها مع سياسات الجنرال ميشيل عون رئيس الوزراء اللبناني وقائد الجيش آنذاك لاحقاً استأنفت الصحيفة نشاطها.
بلغ توزيع صحيفة الديار 20 ألف نسخة في عام 2003 ما جعلها ثالث أكثر الصحف مبيعًا في لبنان.